# Pēterburgas Avīzes
Pēterburgas Avīzes (według starej ortografii łotewskiej: Peterburgas awises, łot. Gazeta Petersburska) – czasopismo literacko-kulturalne, ukazujące się w Petersburgu od 1862 do 26 lipca 1865 r. Główny organ ruchu młodołotewskiego.
Wydawcą tygodnika był Krišjānis Valdemārs (1825–1891), główny ideolog Młodych Łotyszy. Funkcję redaktora naczelnego objął w 1862 r. Juris Alunāns (1832–1864), jednak ze względu na postępującą chorobę (gruźlica) musiał wkrótce ustąpić. Rolę tę pełnił później Krišjānis Barons (1835–1923). 
W piśmie publikowane były artykuły omawiające zjawiska społeczne, polityczne, gospodarcze i kulturalne. Na łamach tygodnika utwory literackie (opowiadania i poezje) zamieszczali m.in. Krišjānis Barons, Kaspars Daugulis (1843–1903) i Jānis Ruģēns (1817–1876). Pismo, choć ukazywało się jedynie przez trzy lata, odegrało ogromną rolę w rozwoju łotewskiej kultury narodowej oraz łotewskiego języka literackiego.